# 国政ブリーフィング
国政ブリーフィング（こくせいブリーフィング）は、大韓民国の政府広報機関である国政広報処が運用するインターネットニュースサイトである。韓国大統領府は「政府の政策広報のための機関である」としているが、事実上、大統領府が直接運営する報道･論説機関である。

## 概説
国政ブリーフィングは、国政広報処（1999年設置）のメディア支援団により、既存の国政広報サイトを拡充する形で2003年9月に運用が開始された。
これまでの国政広報サイトとは違って、ニュース記事形式を取っており、速報性を重視し、国政のみならず地方自治体の情報も総合的に掲載するという画期的なニュースサイトである。インターネット上の配信だけではなく、メールマガジン「ブリーフィング・トゥディ」を毎日配信している。このような形態の政府広報は韓国が唯一である。
紙面構成は、『国政ニュース』、『地方自治体ニュース』、『メディアの世界（問題あるメディアへの反論）』、『争点討論（政策論議中の事案についての広報）』、『読者の広場』、『公務員の広場』からなる。記事内容は、必ずしも国政や地方行政に限定されているわけではなく、例えば、「政府当局者として韓流について、個人的にはこのように思う」といった記事が掲載されることも多い。 
紙面製作については、国や地方自治体から発表される報道資料の他にも、独自の取材を行って報道と論説を行っている。また、『国政ネットポーター（ネチズンとリポーターを掛け合わせた造語）』と呼ばれる市民記者制度も合わせて導入している。

## 解説
国政ブリーフィングは、大統領府では報道機関ではないとしているにもかかわらず、独自の取材スタッフと市民記者による報道機関類似の活動を行っていることで、韓国国内では常に法的に問題があるとの論争の的になっている。
行政罰をちらつかせた度が過ぎたマスコミ攻撃や個人攻撃、日本やアメリカ合衆国政府に対する批判記事が多く、政府の広報機関としては「記事内容や字句に著しく品がない」と批判されることが多い。特に、朝鮮日報、中央日報、東亜日報の大手3紙による政権批判記事には、公的機関らしからぬ、罵詈雑言を含んだ感情的な反論記事が掲載される。韓国政府内では、大手マスコミ掲載記事に対する反論を直接マスコミには行わず、国政ブリーフィングに反論記事を寄稿するよう奨励されていると言われており、記事内容の下品さを、上述の理由で寄せられた論争当事者への取材や寄稿文に求めることも出来る。
民業圧迫の点でも批判の元になっており、自前のニュースサイトを得たことで、メディアを経ることなく国民に情報提供や政府の意思伝達が出来る体制になったことが、メディアと韓国政府との対決の構図となって現れているという指摘もある。国政ブリーフィングの登場以降、大手3紙の公的機関に対する取材は難しくなったといわれている。さらに、2006年7月に、韓国政府が政権批判を行った朝鮮日報と東亜日報に対する取材拒否を宣言した。
2006年、文化観光部と言論仲裁委員会は国政ブリーフィングを「インターネット新聞」と規定し、その報道被害等については既存メディアと同様に扱うという判断を下した。